# Феноли
Фенолите са хидроксилни производни на бензена, при които хидроксилната група е директно свързана с ароматното ядро.
В зависимост от броя на хидроксилните групи фенолите биват едновалентни, двувалентни, тривалентни и поливалентни. По-сложните феноли могат да съдържат в молекулата си повече от един фенолен остатък и според това се разделят на монофеноли, дифеноли, трифеноли и полифеноли.
Най-известният едновалентен монофенол е карболът.

## Монофеноли
- Едновалентни
  - Фенол
- Двувалентни
  - Катехол (1,2-дихидроксибензен, o-дихидроксибензен, пирокатехол, катехин, пирокатехин)
  - Резорцинол (1,3-дихидроксибензен, m-дихидроксибензен, резорцин)
  - Хидрохинон (1,4-дихидроксибензен, p-дихидроксибензен, хинол)
- Тривалентни
  - Пирогалол (1,2,3-трихидроксибензен)
  - Хидроксихидрохинон (1,2,4-трихидроксибензен, хидроксихинол)
  - Флороглуцинол (1,3,5-трихидроксибензен, флороглуцин)

## Дифеноли
- Дихидроксинафтоли
- Трихидроксинафтоли

## Трифеноли
- Трихидроксиантраценоли
- Тетрахидроксиантраценоли

## Полифеноли
- Танини
- Лигнини
- Флавоноиди
  - Катехини
  - Левкоантоцианидини
  - Дихидрохалкони
  - Халкони
  - Антоцианидини
  - Антоциани
  - Флавони
  - Флавоноли
  - Флаванололи